# Rosemary Clooney
Rosemary Clooney, född 23 maj 1928 i Maysville, Kentucky, död 29 juni 2002 i Beverly Hills, Kalifornien, var en amerikansk sångerska och skådespelare.

## Biografi
Clooney började sin karriär som trettonåring, då hon sjöng med sin syster Betty i lokalradio i Cincinnati. Hon var senare orkestervokalist hos Tony Pastor och blev "stjärna över en natt" för sin inspelning av "Come-on-a-My-House" (1951). Hon medverkade sedan i några filmer men hade sina största framgångar som sångerska, populär inte minst för sina inspelningar av julsånger. Andra populära sånger är "Mambo Italiano" och "This Ole House".
I oktober 1958 hade hon stor framgång med sitt framträdande i TV-programmet The Edsel Show tillsammans med Bing Crosby, Frank Sinatra och Louis Armstrong.
Under en period led Clooney av psykisk ohälsa. Hon publicerade 1977 sin självbiografi, This for Remembrance där hon berättar om sina fasansfulla upplevelser då hon var inspärrad på en psykiatrisk avdelning på ett sjukhus i Kalifornien och om sitt tillfrisknande. Boken låg till grund för TV-filmen Rosie: The Rosemary Clooney Story (1982), i vilken Clooney porträtterades av Sondra Locke.
Clooney var gift med José Ferrer 1953–1961 och igen 1964–1967; i det första äktenskapet föddes fem barn åren 1955–1960, bland andra skådespelaren Miguel Ferrer. Hon var faster till George Clooney (son till hennes bror Nick Clooney).
Rosemary Clooney insjuknade i lungcancer och avled 2002 i sitt hem i Beverly Hills.

## Filmografi i urval
- ...och stjärnorna sjunga (1953)
- Grabben med chokla' i (1953)
- Röda strumpeband (1954)
- White Christmas (1954)
- Av hela mitt hjärta (1954)
- Rowan & Martin's Laugh-In (1968)
- Radioland Murders (1994)
- Cityakuten (1994): avsnitten "Going Home" & "The Gift"

## Diskografi i urval
Singlar (nummer 1 på Billboard Hot 100)
- 1951 – "Come On-a My House"
- 1952 – "Half as Much"
- 1954 – "Hey There"
- 1954 – "This Ole House"
- 2000 – "Brazil"